# Windach
Windach er en kommune i Landkreis Landsberg am Lech, Regierungsbezirk Oberbayern i den tyske delstat Bayern. Den udgør, sammen med Finning og Eresing Verwaltungsgemeinschaft Windach, der har sæde på Schloss Windach.

## Inddeling
I kommunen er der ud over Windach, landsbyerne:
- Hechenwang
- Schöffelding
- Steinebach

## Historie
Windach er nævnt første gang i 1157. Windach var en del af Kurfyrstedømmet Bayern.